# 北海道中央バス美唄ターミナル
北海道中央バス美唄ターミナル（ほっかいどうちゅうおうバスびばいターミナル）は、北海道美唄市東1条南3丁目2-17に存在した北海道中央バスの営業施設。空知事業部岩見沢営業所が管轄していた。

## 概要
1943年（昭和18年）3月1日の北海道における旅客自動車運輸事業統合要綱（いわゆる戦時統合）による北海道中央乗合自動車発足時に美唄駅前に美唄営業所が設置された。1957年（昭和32年）11月15日の新築移転時にのりばを併設し、市内線など多数の路線バスが乗り入れる美唄地区の交通拠点となった。
1992年（平成4年）4月1日に美唄営業所を岩見沢営業所と統合し岩見沢営業所美唄ターミナルに組織変更。1993年（平成5年）12月10日にはターミナルを新築したが、人口流出による利用客の減少から市内線など路線の廃止や減便が相次いだため2006年（平成18年）10月9日をもって廃止され、乗車券類の発売は美唄駅前の「はやし洋服店」で取り扱っている。
施設は供用開始から10数年程度であったことから、当初は美鉄バスを引き継いだ美唄市民バスと共同利用することも模索したが結局折り合わず、併設されていた美唄北星ハイヤー営業所部分を除き解体された。廃止後は隣接する美唄駅前ロータリー内に「美唄駅前」停留所を設置。あわせて待合所も設置され、全ての路線が発着している。

## ターミナル構造
バス待合室、発券窓口、自動券売機を設置していた。
- 1のりば
  - 高速びばい号 札幌駅前ターミナル方面
  - 特急札滝線 岩見沢ターミナル・札幌駅前ターミナル方面
  - 札幌運転免許試験場線 札幌運転免許試験場方面
  - 滝岩線 岩見沢ターミナル方面
- 2のりば
  - 特急札滝線 砂川ターミナル・滝川ターミナル方面
  - 滝岩線 美工前・奈井江駅前・砂川ターミナル・滝川ターミナル方面
- 3のりば
  - 降車場

## 周辺
- 美唄駅
- コスモス通
- 旭公園
- りょ〜ゆ〜美唄店（現在 卸売スーパー美唄店）
- 空知信用金庫美唄支店
- 北海道銀行美唄支店
- 北洋銀行美唄支店